# Ferrovia Venezia-Udine
La ferrovia Venezia-Udine è una linea ferroviaria italiana di proprietà statale che attraversa buona parte del Veneto e del Friuli-Venezia Giulia, collegando Venezia a Udine. Segue lo stesso percorso della strada statale 13 Pontebbana.
La linea è gestita da RFI, che la classifica come fondamentale.
In questa tratta la velocità massima raggiungibile è di 150 km/h.

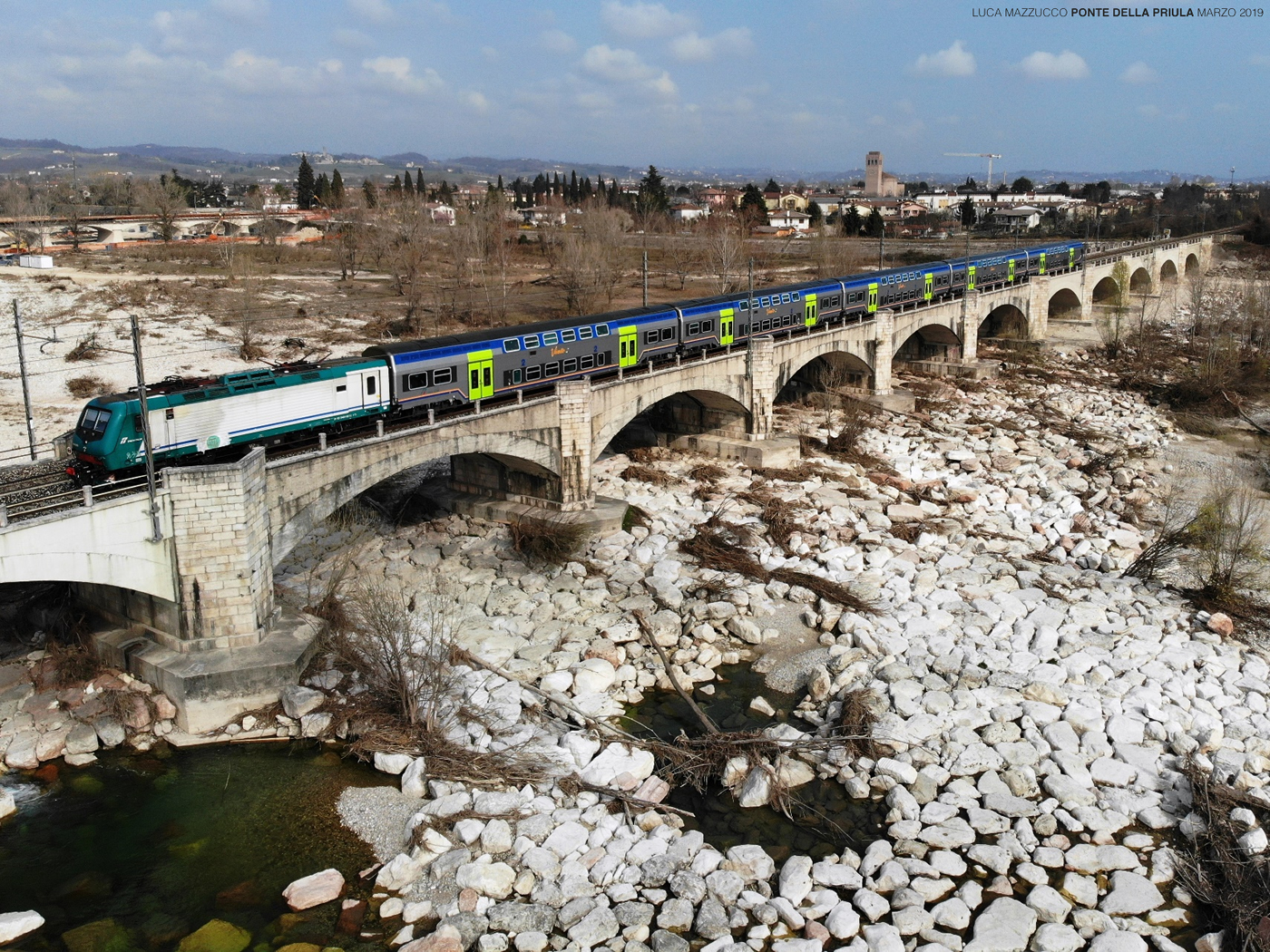
Ponte sul fiume Piave, nei pressi della fermata di Susegana

## Storia
| Tratta                                | Inaugurazione    |
| ------------------------------------- | ---------------- |
| Mestre-Marghera                       | 13 dicembre 1842 |
| Marghera-testa del ponte sulla Laguna | 5 novembre 1843  |
| ponte sulla Laguna di Venezia         | 13 gennaio 1846  |
| Mestre-Treviso                        | 15 agosto 1851   |
| Treviso-Pordenone                     | 1º maggio 1855   |
| Pordenone-Casarsa                     | 15 ottobre 1855  |
| Casarsa-Udine                         | 21 luglio 1860   |

L'elettrificazione a corrente continua alla tensione di 3 kV c.c. della tratta Mestre-Udine venne inaugurata ufficialmente nell'ottobre del 1960.

## Caratteristiche
| Head station |

|  | Unknown route-map component "ABZg+l" + Unknown route-map component "lhSTRa@f" | Unknown route-map component "KDSTeq" |

| Unknown route-map component "WDOCKSaq" | Unknown route-map component "WFILL" + Unknown route-map component "MSTR" + Unknown route-map component "lhSTR" + Straight track | Unknown route-map component "WDOCKSeq" |

| Stop on track + Unknown route-map component "lhSTRe@g" |

|  | Unknown route-map component "ABZg+l" | Unknown route-map component "KDSTeq" |

| Station on track |

| 257+907 |
| 0+000   |

|  |  | Unknown route-map component "ABZgl" | Unknown route-map component "KDSTeq" |  |

|  |  | Junction both to and from left | Unknown route-map component "CONTfq" |  |

|  | Unknown route-map component "CONTgq" | Unknown route-map component "ABZgr" |  |  |

| Stop on track |

| Unknown route-map component "SKRZ-Au" |

| Unknown route-map component "hKRZWae" |

| Unknown route-map component "eHST" |

| Stop on track |

| Unknown route-map component "exCONTgq" | Unknown route-map component "exkABZq2" | Unknown route-map component "eKRZ+xk23" | Unknown route-map component "exkABZq+3" | Unknown route-map component "exCONTfq" |

| Unknown route-map component "ekABZg+14" |

|  |  | Unknown route-map component "ABZg+l" | Unknown route-map component "CONTfq" |  |

| Unknown route-map component "hKRZWae" |

| Unknown route-map component "eHST" |

| Station on track |

| Unknown route-map component "hKRZWae" |

| Unknown route-map component "eHST" |

| Stop on track |

| Stop on track |

|  |  | Unknown route-map component "ABZg+l" | Unknown route-map component "CONTfq" |  |

|  |  | Unknown route-map component "ABZg+l" | Unknown route-map component "CONTfq" |  |

| Station on track |

| Unknown route-map component "hKRZWae" |

|  | Unknown route-map component "CONTgq" | Unknown route-map component "ABZgr" |  |  |

| Non-passenger station/depot on track |

| Stop on track |

| Station on track |

|  |  | Unknown route-map component "eSTR+c2" | Unknown route-map component "exCONT3" |  |

|  | Unknown route-map component "eABZg+1" + Unknown route-map component "eBST" | Unknown route-map component "exSTRc4" |

| Unknown route-map component "hKRZWae" |

|  |  | Unknown route-map component "HSTeBHF" | Unknown route-map component "uexKBHFaq" | Unknown route-map component "uexCONTfq" |

| Station on track |

| Unknown route-map component "hKRZWae" |

|  |  | Unknown route-map component "ABZgl" | Unknown route-map component "CONTfq" |  |

| Stop on track |

| Stop on track |

| Unknown route-map component "hKRZWae+GRZq" |

|  |  | Unknown route-map component "eABZg+l" | Unknown route-map component "exCONTfq" |  |

| Station on track |

| Unknown route-map component "hKRZWae" |

|  |  | Unknown route-map component "ABZgl" | Unknown route-map component "CONTfq" |  |

| Stop on track |

|  |  | Unknown route-map component "eABZg+l" | Unknown route-map component "exCONTfq" |  |

| Station on track |

| Unknown route-map component "hKRZWae" |

| Unknown route-map component "hKRZWae" |

| Stop on track |

| Small bridge over water |

|  | Unknown route-map component "CONTgq" | Unknown route-map component "ABZg+r" |  |  |

| Station on track |

|  |  | Unknown route-map component "eABZgl" | Unknown route-map component "exCONTfq" |  |

| Unknown route-map component "hKRZWae" |

| Unknown route-map component "eDST" |

|  |  | Unknown route-map component "eABZg+l" | Unknown route-map component "exCONTfq" |  |

| Station on track |

|  | Unknown route-map component "exCONTgq" | Unknown route-map component "eABZgr" |  |  |

| Unknown route-map component "eHST" |

| Station on track |

|  | Unknown route-map component "exCONTgq" | Unknown route-map component "eABZgr" |  |  |

| Unknown route-map component "eHST" |

|  | Unknown route-map component "exCONTgq" | Unknown route-map component "eABZg+r" |  |  |

|  | Unknown route-map component "CONTgq" | Unknown route-map component "ABZg+r" |  |  |

| Station on track |

|  |  | Unknown route-map component "ABZgl" | Unknown route-map component "CONTfq" |  |

|  |  | Unknown route-map component "ABZgl" | Unknown route-map component "CONTfq" |  |

| Continuation forward |

La linea è una ferrovia a doppio binario interamente elettrificata a corrente continua con tensione a 3000 Volt. Le città capoluogo attraversate, oltre ai due capolinea, sono Treviso e Pordenone.
La linea è dotata del Sistema di Comando e Controllo (SCC). La circolazione è regolata dal Dirigente Centrale Operativo con sede a Mestre.

### Percorso
Note
- Il Bivio Marocco era il nome della località ferroviaria dalla quale si diramava un raccordo con la Linea dei Bivi in direzione della linea Milano-Venezia. Fino al 1947, si chiamò Doppio Bivio Marocco per la presenza del raccordo con la Linea dei Bivi lato Bivio Dese, ovvero in direzione della Venezia-Trieste.
A seguito della ricostruzione della linea dei Bivi, il Bivio Marocco è stato riattivato come Bivio il 2 febbraio 2010[7]. Dal 10 marzo dello stesso anno, da esso si dirama il nuovo tronco Bivio Marocco-Bivio/PC Spinea della ricostruita ferrovia di circonvallazione.
- Il Bivio Piave era il nome della località ferroviaria dalla quale si diramava la linea Montebelluna-Susegana. Funzionò fino al 1966[Affermazione dubbia. Gli apparati A.C.E./A.D.M. della tratta Venezia(e)-Udine(e) sono stati attivati tutti a metà anni '50 e l'impianto di Susegana inglobava il deviatoio (9) per la Susegana-Montebelluna (Km. 38+920) tra i segnali E di partenza (Km. 39+790) e F di protezione (Km. 38+630) entrambi a candeliere e quindi installati prima del 1961, cosa che fa cadere l'ipotesi del funzionamento del Bivio, quantomento come interferente con la marcia dei treni, al 1966 dato che in caso fosse stato soppresso in tale data, il segnalamento di protezione e partenza di Susegana sarebbe stato differente e di tipo sovrapposto. È possibile, invece, che il deviatoio fosse manovrato a mano dal Bivio, bloccato con fermadeviatoio tipo FS55 e centralizzato attorno al 1966, ma il comando del segnalamento e l'esercizio di blocco fossero stabili a Susegana almeno da metà anni '50.][8], dopodiché il servizio si mantenne solo per le tradotte militari dirette a Giavera del Montello, per cui la località assunse la denominazione di Raccordo Giavera. Sempre a Susegana, dal 1913 sul piazzale antistante la stazione osservava capolinea la tranvia Susegana-Pieve di Soligo, concessa alla Società Veneta e soppressa formalmente nel 1931. Gravemente danneggiata durante la prima guerra mondiale, la stessa venne provvisoriamente trasformata in ferrovia militare e prolungata fino a Revine Lago.
- Tra Treviso Centrale e Lancenigo si trova lo scalo merci di Treviso Scalo Motta;
- Tra la stazione di Basiliano e Pasian di Prato è in funzione il Raccordo Friulana Gas che permette un collegamento ferroviario con la Friulana Gas. Il raccordo in origine fu costruito nel 1943, secondo testimonianze e documenti dell'Associazione Ex Deportati, durante l'occupazione tedesca, per il vicino campo di concentramento di Gonars[senza fonte]. Il rifornimento d'acqua dei convogli uscenti da Gonars avveniva a Basiliano che fu ingrandita e munita di piattaforme girevoli, pompe dell'acqua e scalo ferroviario, che nel 2013 risulta dismesso. Nel dopoguerra il raccordo fu tagliato e i tre ponti militari scavalcanti il fiume Cormor furono demoliti[senza fonte]. Il raccordo fu ricostruito alla fine degli anni novanta[senza fonte].
- Tra Basiliano e Codroipo fu in servizio la fermata di Basagliapenta[senza fonte];
- Tra Codroipo e Casarsa della Delizia è stata presente, dal termine del secondo conflitto mondiale al 1991, la Località di Servizio denominata "Ponte Tagliamento", che aveva lo scopo di gestire il traffico ferroviario sul ponte sul fiume Tagliamento in quanto, pur trattandosi di costruzione a doppio binario, gli accordi di Parigi post II guerra mondiale avevano costretto l'Italia a depotenziare parte delle proprie linee ferroviarie vicine ai confini, degradandole da doppio a semplice binario, incluso il tratto sul Ponte Tagliamento[9].
- Tra Codroipo e Udine si trova il più lungo rettilineo della rete delle ferrovie italiane, lungo di 20,815 km. Inizia a l'entrata della stazione di Codroipo e finisce prima di Udine al punto dove la ferrovia sorpassa l'autostrada A23.[10]
- Luciano Chiabudini, a pag. 95 del suo libro "Canzonando sui binari"(1989) scrive che nei pressi di Basiliano il 27.3.1971 un tratto di binario fu divelto da un attentato dinamitardo: non sembra una pura coincidenza il fatto che in quei giorni fosse in corso una visita in Italia del Maresciallo Tito.

## Traffico
La ferrovia è impiegata dai treni regionali Trenitalia, da relazioni a lunga percorrenza da Udine e Gorizia per Milano e Napoli e da Venezia per Vienna e Monaco di Baviera.
In sintesi i treni che transitano in questa linea sono: 
- Regionali
- Regionali veloci
- InterCity Notte
- EuroCity
- Euronight
- Frecciarossa
- Italo

Le principali stazioni che hanno funzione di interscambio con altre linee sono Venezia Mestre, Treviso Centrale, Conegliano, Sacile, Casarsa e Udine.